# St.-Johannis-Kirche (Eickendorf)

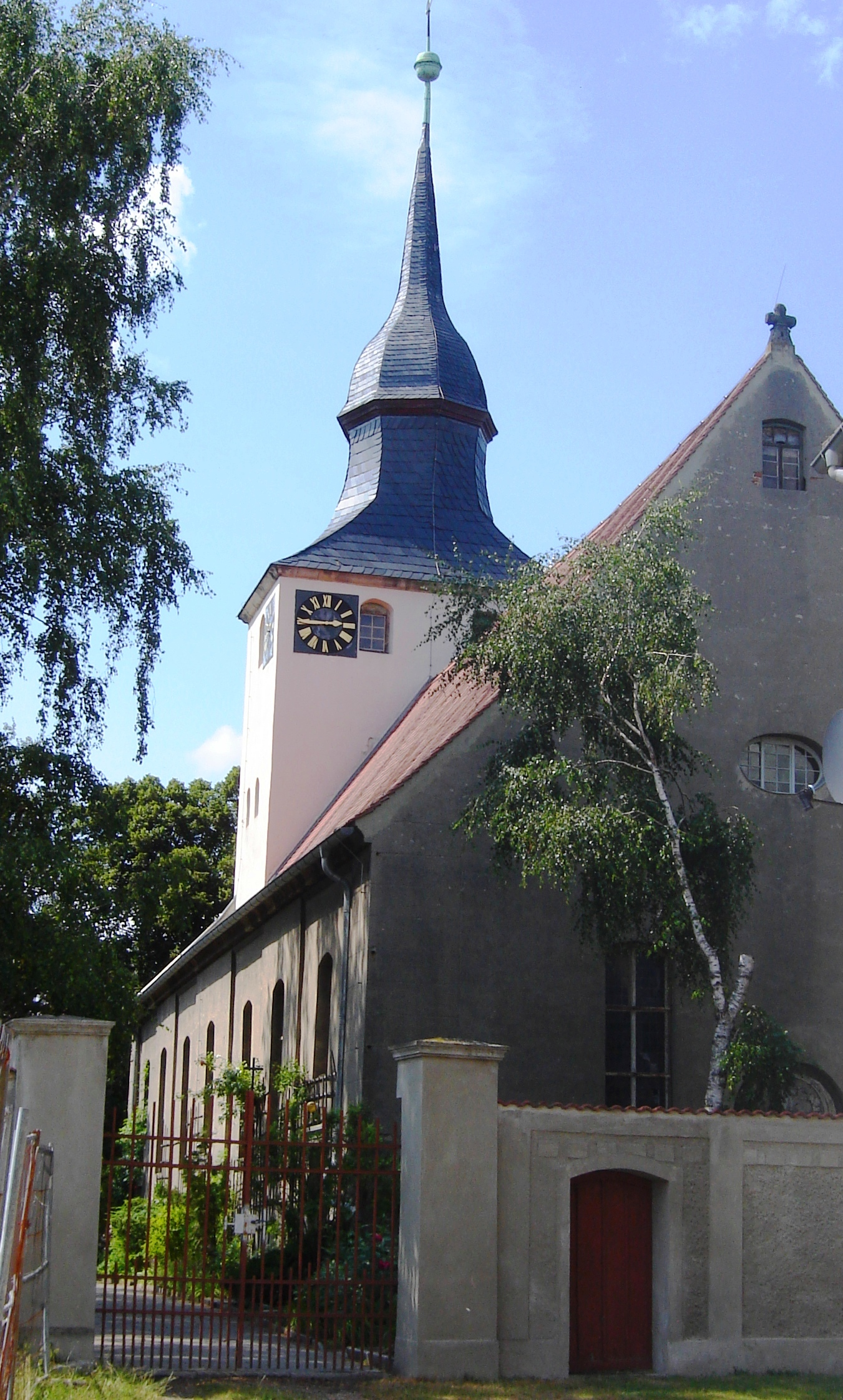
Südost-Ansicht

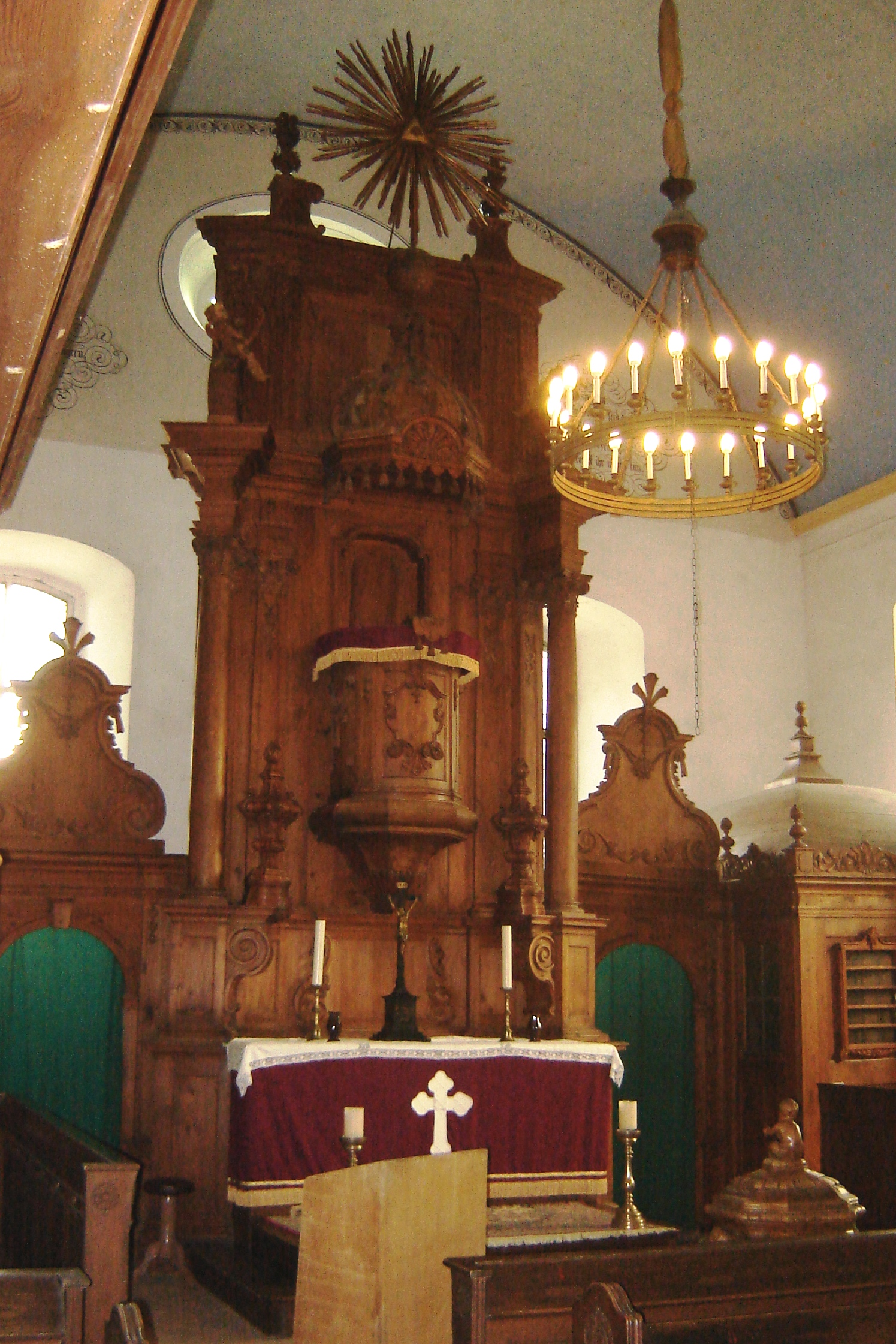
Altarraum

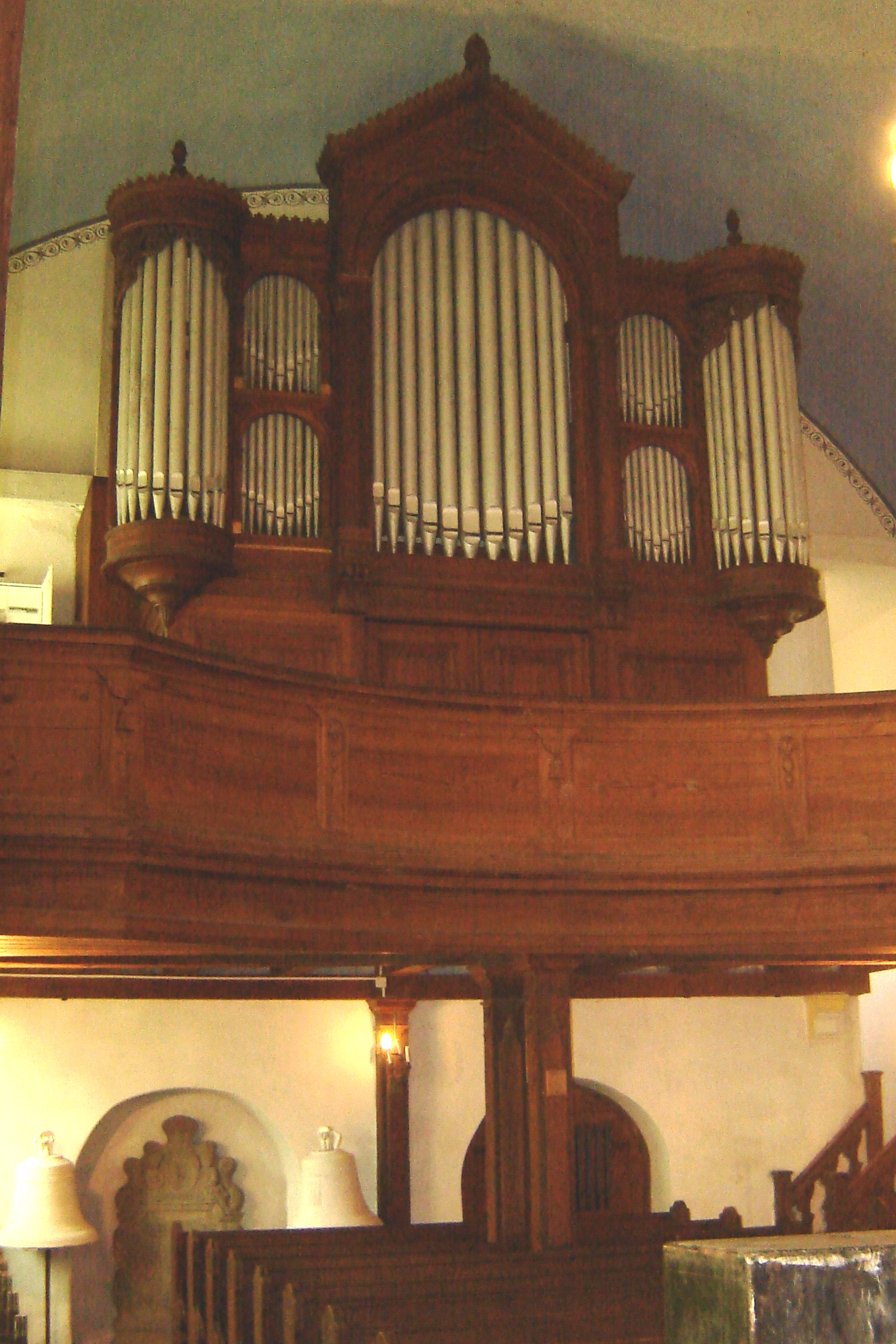
Orgel

Die St.-Johannis-Kirche in Eickendorf ist ein evangelischer Kirchenbau, der in seiner heutigen Gestalt seit 1750 besteht. Eickendorf, ein Ortsteil der Gemeinde Bördeland, liegt im Salzlandkreis, Sachsen-Anhalt.

## Geschichte
Die aus dem Mittelalter stammende Ortskirche unterstand bis 1719 dem Patronat der Magdeburger Patrizierfamilie Rohde und ging danach an das Kloster Unser Lieben Frauen in Magdeburg über. Erster evangelischer Pfarrer in Eickendorf war Andreas Bederin, der 1546 sein Amt antrat.
Bis 1880 entsandte das Kloster die Eickendorfer Pfarrer. Nachdem die Eickendorfer Bauern im 18. Jahrhundert zu Wohlstand gekommen waren, wurde das Kirchenschiff 1750 abgebrochen und neu errichtet. Vom mittelalterlichen Kirchenbau blieb der Turm erhalten, ebenso das Tympanon.

## Beschreibung
Ältester Gebäudeteil ist der rechteckige Westturm, örtlich als „Sachsenturm“ bezeichnet. Er war bereits Teil der mittelalterlichen Vorgängerkirche, deren Kirchenschiff 1750 abgerissen wurde. Der Turm ist bis auf den Sockel verputzt, am Sockel ist ersichtlich, dass er aus Bruchsteinen errichtet wurde. Sein ursprüngliches Dach wurde später durch eine barocke geschweifte Haube ersetzt, die mit Schiefer gedeckt ist. Unmittelbar unter dem Dach befinden sich sechs rundbogige Schallfenster sowie südlich und östlich je ein Zifferblatt der Turmuhr.
Das aus Bruchsteinen gemauerte Kirchenschiff ist ein langgestreckter rechteckiger und verputzter Saalbau, der mit einem ziegelgedeckten Satteldach abgeschlossen wird. An den Seitenwänden sind hohe flachbogige Fenster eingelassen, die im Ostteil bleiverglast sind. Über den beiden Flachbogenfenstern der Ostwand ist ein ellipsenförmiges Fenster angeordnet. Zwischen den Ostwandfenstern ist ein romanisches Tympanon eingelassen, in dem Christus zusammen mit Johannes dem Täufer (Namenspatron der Kirche) als Weltenrichter dargestellt wird. Es wird dem 12. Jahrhundert zugeordnet.
Im Innern schließt ein bemaltes hölzernes Tonnengewölbe das Kirchenschiff ab. Östlich befindet sich ein hölzerner mit filigranem Schnitzwerk versehener Kanzelaltar. Links und rechts davon wurden zwei pavillonartige Priechen eingebaut. Hinter dem Altar ist ein spätgotischer Sakramentenschrein eingelassen. Ebenso wie der Altar stammt die dreiseitige hölzerne Empore aus der Zeit des Neubaus.
Auf der zurückschwingenden Mittelempore steht die Orgel. Unter der Orgelempore befindet sich eine Grabplatte für Johann Moritz Falkenberg († 1745).

## Glocken
Das Geläut der Eickendorfer Kirche blieb weitgehend von den beiden Weltkriegen verschont. Lediglich die mittlere Glocke wurde im Ersten Weltkrieg eingeschmolzen und erst 1926 durch einen Neuguss ersetzt. Dass das Geläut im Zweiten Weltkrieg nicht eingeschmolzen wurde, ist dem Landwirt Heinrich Engel zu verdanken, der sich zusammen mit dem Landeskonservator für die Freistellung der Glocken einsetzte.
Im Turm hängen drei Bronzeglocken. Die größte wurde 1440 gegossen, hat einen Durchmesser von 1,23 m und wiegt 900 kg. Die mittlere Glocke mit einem Durchmesser von 0,96 m wurde 1926 von der Apoldaer Glockengießerei Schilling und Söhne gegossen. Einen Durchmesser von 0,73 m hat die dritte Glocke, der Guss erfolgte laut Inschrift im Jahr 1585.